# Ибрагимбеков, Максуд Мамед Ибрагим оглы
Максуд Мамед Ибрагим оглы Ибрагимбеков (азерб. Maqsud Məmmədibrahim oğlu İbrahimbəyov; 11 мая 1935, Баку — 22 марта 2016, Баку) — советский и азербайджанский писатель (писал на русском языке), кинодраматург, сценарист, Заслуженный деятель искусств Азербайджанской ССР (1979), народный писатель Азербайджана (1998), председатель Национального комитета мира, депутат Верховного Совета Азербайджанской ССР и парламента Азербайджанской республики (1985—2010), президент общества «Азербайджан — Россия». Посол мира, почётный сенатор штата Луизиана (США).

## Биография
Максуд Ибрагимбеков родился 11 мая 1935 года в Баку. Являлся потомком двух аристократических семей: отец — Ибрагимбеков Мамедибрагим Ахмед оглу; мать — Ибрагимбекова (Мешадибекова) Фатма Алекпер гызы.
В 1960 году Максуд Ибрагимбеков окончил Азербайджанский государственный политехнический институт в Баку по специальности строитель. Затем стал собственным корреспондентом Центрального радио и начал публиковать свои рассказы. В 1964-м году окончил Высшие сценарные курсы в Москве, а в 1973-м — Высшие режиссерские курсы.
В 1961-м вышла его первая книга. Книги его издавались во многих странах мира, переведены на 36 иностранных языков. Публиковался в журналах СССР и Азербайджана.
Среди самых известных произведений Максуда Ибрагимбекова: «За все хорошее — смерть», «Кто поедет в Трускавец», «И не было лучше брата», «Пусть он останется с нами», «Прилетала сова», «История с благополучным концом» и др. Многие произведения были экранизированы на различных киностудиях, как в Азербайджане, так и за его пределами, а пьесы поставлены в 50 театрах.
За свою литературную и общественную деятельность был удостоен таких наград как орден «Трудового Красного Знамени» (СССР), «Шохрят» (Азербайджан), «Истиглал» (Азербайджан), «Шараф» (Азербайджан), «Дружбы» (Россия), «Звезда Содружества», Папы Римского, «Славы и Чести» (РПЦ).
В 1999 году при поддержке президента Азербайджана Гейдара Алиева возродил в стране Дворянское Собрание, став его председателем.
Увлекался садоводством, коллекционировал оружие и любил собак.
Умер 22 марта 2016 года, покоится на Первой Аллее почётного захоронения в Баку.
В 2012 году Максуд Ибрагимбеков был номинирован на Нобелевскую премию в области литературы.

## Семья
Жена — Анна Ибрагимбекова (1947), сын — Мурад Ибрагимбеков (1965), кинорежиссер.
Брат Рустам Ибрагимбеков (1939—2022) — известный писатель и сценарист.

## Сочинения

### Проза
- «Катастрофа» (1963)
- «Фисташковое дерево» (1965)
- «Последняя ночь детства» (1968)
- «Где та дорога» (1969)
- «И не было лучше брата» // «Новый мир» (1973, № 10; позже — под названием «Ссора»)
- «Немного весеннего праздника» (1973)
- «Незнакомая песня» (1974)
- «Две повести» (1975)
- «В один прекрасный день» (1980)
- «Пусть он останется с нами» (1982)
- «История с благополучным концом» (1983, сборник)
- «Несколько причин для развода» (1985, сборник)
- «Сказки великого города» (1985)
- «Смерть от всех благ» (1993)
- «В аду повеяло прохладой» (2012)

### Пьесы
- «Кто придёт в полночь» (1969; совместно с Р. Ибрагимбековым)
- «Мезозойская история» (1976)
- «Дай мне время!» (1976)
- «За всё хорошее — смерть» (1978)
- «Мужчина для молодой женщины» (1986)
- «Нефтяной бум улыбается всем» (2001)
- «Ресторан „Финал“» (2006)
- «Роллс-ройс Её величества» (2008)

## Фильмография

### Сценарист
- На острове свободы (1967)
- Последняя ночь детства (1968)
- Свободы, острова посланников в Азербайджане (1968)
- Я помню тебя, учитель (1969)
- Лев и два быка (1970)
- Медведь и мышь (1970)
- Главное интервью (1971)
- Баку крепость (1973)
- Судьба водителя (1973)
- Пусть он останется с нами (1974)
- Ты, песня моя (1975)
- Тайна горного подземелья (1975) (экранизация повести «За всё хорошее — смерть»)
- Мезозойская история (1976)
- В один прекрасный день (1976)
- Кто поедет в Трускавец? (1977)
- Скажи, что любишь меня! (1977)
- Прилетала сова (1978)
- Потому что я — Айварс Лидак (1978)
- Уютное место в сквере (Жена моя, дети мои) (1978)
- От сигнала жалости (Киножурнал «Мозалан», № 41) (1978)
- Прерванная серенада (1979)
- И немного весеннего праздника (1979)
- Супер комар (Киножурнал «Мозалан», № 63) (1981)
- Семь красавиц (1982)
- Непобедимый (1983)
- Оригинальный метод (Киножурнал «Мозалан», № 83) (1983)
- Баку. Годы Войны (1985)
- Хорошо сохранилась (Киножурнал «Мозалан», № 92) (1985)
- Мужчина для молодой женщины (1988)
- Один для всех (1989)
- Вальс золотых тельцов (1992)
- Мужчина для молодой женщины (1996)
- Большие моменты жизни (2006)

### Режиссёрские работы
- Скажи, что любишь меня! (1977)
- Прерванная серенада (1979)

## Награды, звания и премии
- Орден «Независимость» (10 мая 2005 года) — за большие заслуги в развитии азербайджанской культуры[2].
- Орден «Честь» (7 мая 2015 года) — за большие заслуги в развитии азербайджанского театрального и киноискусства[3].
- Орден «Слава» (13 мая 1995 года) — за большие заслуги в развитии азербайджанской литературы[4].
- Орден Дружбы (1 июля 2005 года, Россия) — за большой вклад в развитие и укрепление российско-азербайджанских дружественных отношений[5].
- Орден Трудового Красного Знамени (16 ноября 1984 года)[6]
- Народный писатель Азербайджана (23 мая 1998 года) — за большие заслуги в развитии азербайджанского издания[7].
- Заслуженный деятель искусств Азербайджанской ССР (30 июля 1979 года) — за большие заслуги в развитии азербайджанской литературы[8].
- Орден Славы и чести III степени (2010 год, Русская православная церковь) — за регулярную помощь Бакинской и Прикаспийской епархии Русской православной церкви[9].
- Орден Папы Римского.
- Государственная премия Азербайджанской ССР (29 декабря 1976 года) — за повести «Прилетала сова» и «Удачи»[10].
- 1-я премия на конкурсе пьес о рабочем классе (1975).
- Межгосударственная премия СНГ «Звёзды Содружества» (2012)[11].
- Персональная стипендия Президента Азербайджанской Республики (2 октября 2002 года)[12].

## Центр творчества

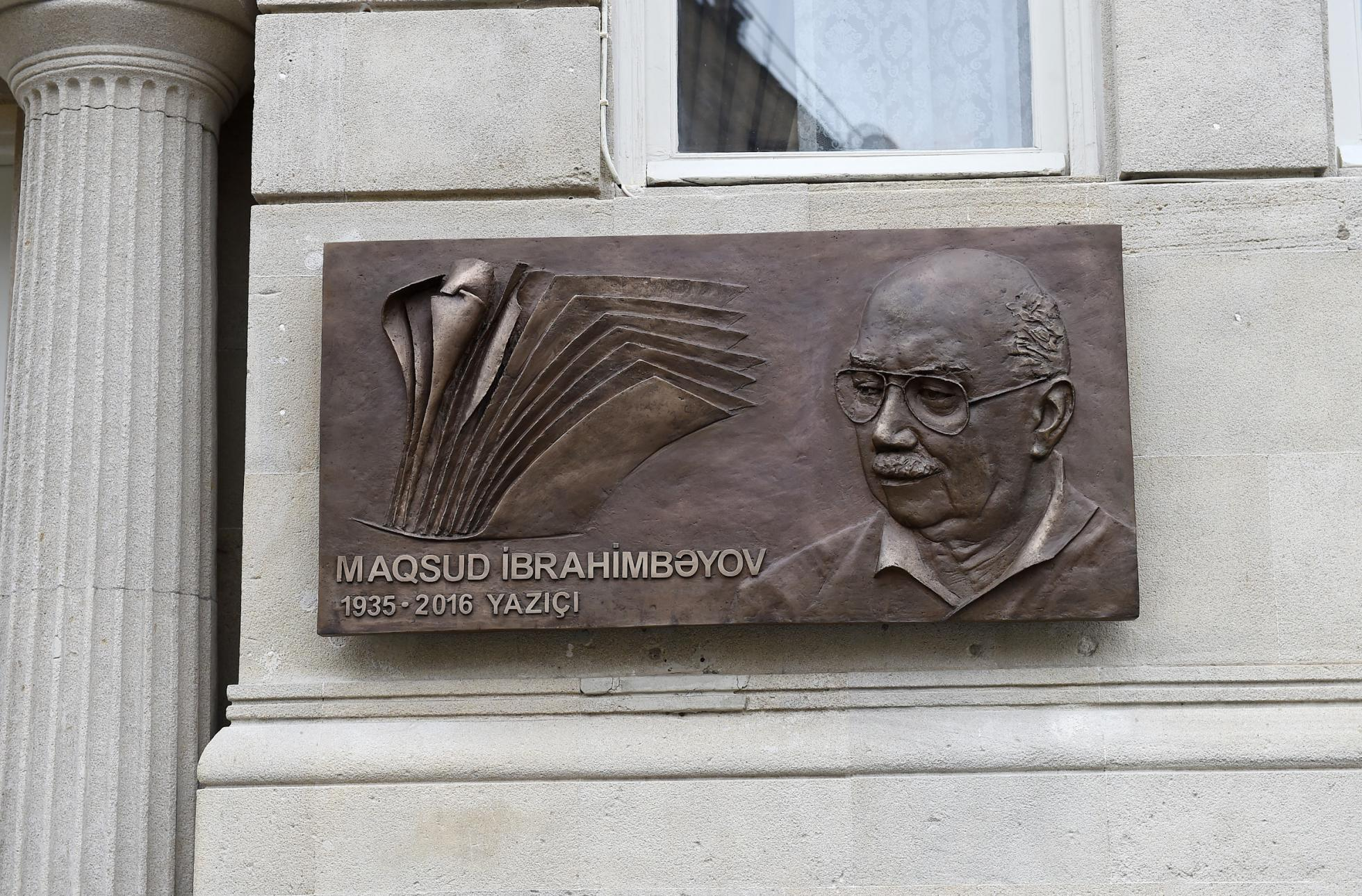
Мемориальная доска на стене Центра творчества Максуда Ибрагимбекова

При поддержке Фонда Гейдара Алиева в 2016—2017 годах в здании, принадлежавшей деду писателя были проведены реставрационные работы. С 1978 года в этом здании находился Комитет мира, в 1983—2016-е годах который возглавлял сам Максуд Ибрагимбеков. Распоряжением президента Азербайджана Ильхама Алиева от 1 февраля 2018 года здесь был открыт Центр творчества Максуда Ибрагимбекова. Инициатива принадлежала супруге писателя Анне Ибрагимбековой, которая и возглавила центр. Церемония открытия состоялась в марте 2018 года. Центр занимается поддержкой молодых писателей и поэтов, распространением информации об азербайджанской литературе и культуре. Здесь также создано творческое пространство для молодёжи.

## Отзывы о творчестве
Ибрагимбеков обладает значительным писательским дарованием. В неторопливой манере повествуя о необычных и повседневных событиях, он раскрывает характеры своих персонажей и глубоко проникает в их душевный мир. В повести «И не было лучше брата» в контексте общечеловеческой проблематики показаны восточные нормы поведения, сильные своей традиционностью, но и нередко разрушительные для человеческих отношений (здесь — для братской любви). Реалистическая повествовательная манера Ибрагимбекова в сочетании с интересом к основным физическим процессам и состояниям (удары, смерть, любовь) углубляется за счёт осторожного использования символических образов.
— Вольфганг Казак

### Видеоматериалы
- «Максуд навсегда» (2017)